# الجحوين (السدة)

تعديل مصدري - تعديل

الجحوين محلة تابعة لقرية بيت الاشول، التابعة لعزلة العرافة بمديرية السدة إحدى مديريات محافظة إب في الجمهورية اليمنية.، بلغ تعداد سكانها 139 حسب تعداد اليمن لعام 2004.